# Cratere Bakisat
Bakisat  è un cratere sulla superficie di Venere.